# 光嶋裕介
光嶋 裕介（こうしま ゆうすけ、1979年 - ）は、日本の建築家、文筆家。

## 略歴
アメリカ合衆国ニュージャージー州生まれ。8歳までアメリカで育ち（ミドルネームは「ブライアン」）、帰国後は奈良県の小学校に通う。小学校を卒業後、父の転勤でトロント、マンチェスターで中学時代を過ごした。
早稲田大学本庄高等学院を経て、早稲田大学理工学部建築科で石山修武に師事。2004年に大学院修了後、ドイツでベルリンの建築事務所に4年間勤務。
2008年に帰国し光嶋裕介建築設計事務所を主宰。2010年、内田樹の自宅兼道場の凱風館を設計。SDレビュー2011入選。
2010年より桑沢デザイン研究所、2012年から首都大学東京都市環境学部に助教として勤務。神戸大学で客員准教授、早稲田大学で非常勤講師を務めた。
建築作品に「如風庵」や「旅人庵」「森の生活」などがある。一級建築士。

## 家族
内田との縁で2011年から合気道を始め、公益財団法人合気会弐段。2013年に結婚した妻は合気道家で凱風館助教・書生第1号の永山春菜。1児の父。

## 主な著作
- 「「宴会のできる武家屋敷」に住みたい タイトルでNDLオンラインを再検索する」『新潮45』第30巻12 (356)、新潮社、2011年12月、108-114頁。
- 『幻想都市風景 建築家・光嶋裕介ドローイング集』羽鳥書店 2012年
- 『みんなの家。 建築家一年生の初仕事』アルテスパブリッシング 2012年
- “speak low トーマス・デマンドのパルプ・ノンフィクション写真術”. 芸術新潮 (新潮社) 63 (7):  96-101. (2012-07). ISSN 0435-1657. NAID 40019362790.
  - 『모든 이의 집 : 건축가 1년생의 첫 작업』서해문집、2014年 OCLC 975746165（朝鮮語）（仮題『すべての異論家：建築家1年生の最初の作業』黄海文集）
- 『建築武者修行 放課後のベルリン』イースト・プレス 2013年
  - 『청춘, 유럽건축에 도전하다 : 33인 거장들과의 좌충우돌 분투기』효형출판、OCLC 975638311（朝鮮語）（仮題『青春、欧州建築に挑戦する：33人の巨匠とのドタバタ奮闘記』ヒョヒョン出版）
  - 『建筑师的旅行 / Jian zhu shi de lü xing』韩慧、袁广伟（Hui Han; Guangwei Yuan 訳）、北京：机械工业出版社、2015年（中国語）OCLC 953263726
  - 『建築武者修行 / Jian zhu wu zhe xiu xing』林書嫻（Shuxian Lin 訳）台北：聯經出版〈Lian jing wen ku シリーズ 25〉、2015年 OCLC 1018370444
- 富井 雄太郎、服部 浩之、光嶋 裕介「DESIGN THEN : OB座談会 設計の教育と実践 (特集 DESIGN WHAT?)」『早稲田建築学報』、早稲田大学大学院創造理工学研究科建築学専攻、2014年、8-12頁、NAID 40019900702。 掲載誌別題『Waseda University architectural design & engineering』
- 「ストラグルの先にあるもの(12月号を読んで」『建築雑誌』第1654号、日本建築学会、2014年2月20日、37頁、ISSN 0003-8555、NAID 110009806426。
- 「建築と内在する芸術」『三田文学 [第3期]』第93巻第117号、三田文学会、2014年、208-216頁、NAID 40020066627。
- 共著 難波和彦、岩元真明、梅岡恒治、遠藤政樹『建築家の読書塾』みすず書房、2016年。ISBN 9784622079590。OCLC 1059596021。
- 『これからの建築 スケッチしながら考えた』ミシマ社 2016年
- 『建築という対話 僕はこうして家をつくる』筑摩書房〈ちくまプリマー新書〉、2017年。
- 『ぼくらの家。9つの住宅、9つの物語』 世界文化社 2018年
- 「共同墓 凱風館共同墓と如来寺共同墓 血縁を超えつなぐ公共的な場所 (特集 死者と出会う場所 : 墓地・樹木葬・自然葬) -- (建築家がデザインする 死とかかわる空間)」『建築ジャーナル』第1281号、建築ジャーナル、2018年8月、10-12頁、ISSN 1343-3849、NAID 40021645135。